# 龙溪镇 (彭水县)
龙溪镇，是中华人民共和国重庆市彭水苗族土家族自治县下辖的一个乡镇级行政单位。

## 行政区划
龙溪镇下辖以下地区：
周家坝村、灯光村、焦家村、黄岭村、漆树村、老桥村、龙嘴村和如榔村。